# Paul Alphonse Viry
Paul Alphonse Viry, né à Pocé-sur-Cisse (Indre-et-Loire) le 28 décembre 1832 et mort à Paris le 11 avril 1913, est un peintre français. Élève de Picot, Viry a suivi les cours à l’École des Beaux-Arts de Paris à la fin des années 1850. Fidèle exposant du Salon parisien, il est remarqué en 1864, mais c’est surtout aux États-Unis que son travail est apprécié grâce au marchand George, A. Lucas. Les tableaux mis en vente actuellement sont principalement issus des collections américaines.
La constance de ses thèmes représentant des personnages d'un Moyen Âge finissant ou de la Renaissance est caractéristique de son expression artistique. Mais c'est principalement le traitement des détails, des intérieurs, des vêtements, des décors, des animaux, particulièrement les oiseaux et les chiens, qui est remarquable, par la qualité de la recherche documentaire, comme l'attestent les photographies d'objets, de mobiliers, de statues, conservées dans les archives de l'artiste.

## Biographie
Paul Alphonse Viry est le fils de Paulin Viry, qui, avec Jean-Jacques Ducel, a créé la fonderie de Pocé-sur-Cisse sur le site même du château.
Il s'installe vraisemblablement à Paris pour étudier l'art vers 1850. Son apprentissage suit celui des jeunes artistes de l'époque qui précède la réforme de l'École des Beaux-Arts de 1863. En effet avant cette date l'apprentissage artistique fait la part belle aux ateliers des peintres, au sein desquels les apprentis prennent des leçons durant plusieurs années. En ce qui concerne Paul Viry, il est très vraisemblable qu’il ait suivi le cursus habituel de ce milieu du XIXe siècle. Il s'est inscrit aux cours particuliers à l’atelier de François-Edouard Picot qui est à la tête de l’un des ateliers les plus fréquentés de Paris, avant d'entrer comme élève à l'École des Beaux-Arts dont les archives conservent la trace de l'inscription le 9 octobre 1856 sous le no 3000. François-Edouard Picot, est une personnalité artistique de premier plan, en sa qualité de membre de l’Institut des Beaux-Arts, on sait qu’il a la haute main sur un grand nombre de décisions qui concernent l’accès à l’École des Beaux-Arts, le concours du Prix de Rome, le jury du Salon annuel. Fort critiqué en tant que peintre Picot est cependant très apprécié comme professeur.

### Caractéristiques de son art

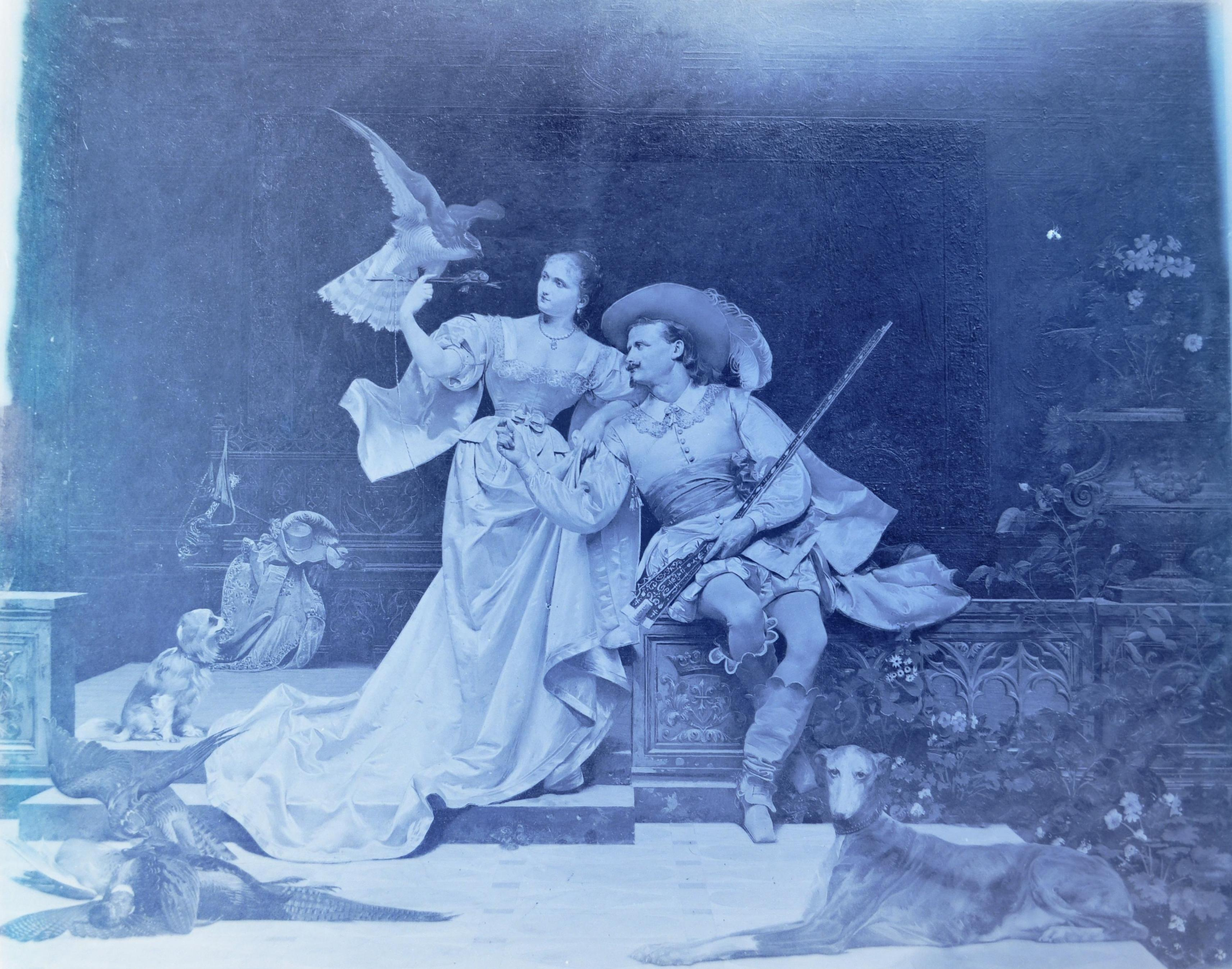
Le favori de la châtelaine (Salon de 1878) dénommé "After the hunt" aux États-Unis. (Plaque photographique, archives de l'artiste)

Janet L. Whitmore souligne combien l’art de Paul-Alphonse Viry maîtrise parfaitement le dessin et la peinture, particulièrement dans le détail de ses œuvres qui sont de véritables études documentaires et des natures mortes. Les études à l'école des Beaux Arts insistaient alors sur le dessin et la perspective dans le cadre de l'art académique.
Le style troubadour était pratiquement éteint au moment où Viry commence à participer au Salon et ses scènes de genre ne sont pas des représentations idéalisées du Moyen Âge, mais plutôt de la Renaissance ou d’époques plus récentes, comme le règne de Louis XIII. Michaël Vottero qualifie aujourd'hui cette peinture de genre de celle des « pourpoints et feutres à panaches ». Mais à l'époque, certains contemporains voient plutôt dans cette manière de peindre ainsi que dans les thèmes abordés, une influence des peintres préraphaélites anglais. Et, c’est d’emblée dans cette « école honnie », comme la qualifie Hector de Callias, que Viry est classé sans ménagement : "Je n’ai aperçu cette fois, ni M. Leys, ni Tissot, mais M. Patrois est là qui n’a rien à leur envier en fait de préraphaélitisme. (…) M. Viry transporte ce genre sur de grandes toiles, il fait entrer à la manière de l’anglais Millais, deux personnages de grandeur naturelle dans un cadre qui les gêne beaucoup, et leur imprime toute la sécheresse désirable. Mon Dieu ! il serait grand temps d’en finir avec ces naïvetés d’artistes qui ne sont rien moins que naïfs; l’art n’est pas caduc au point de tomber en enfance"
Les scènes représentées méritent toute l’attention de l’observateur par la maîtrise et la précision du trait et de la couleur. Le peintre s’appuie manifestement sur sa bonne connaissance des châteaux du Val de Loire, région dans laquelle il a passé son enfance. Les façades des châteaux de Blois ou de Chenonceau servent d’éléments de décor à des scènes dans lesquelles apparaissent des personnages romanesques et idéalisés. Les photographies du château de Blois conservées dans les archives du peintre ont servi de modèle comme en témoignent les carroyages au crayon. De la fonderie familiale il conserve le souvenir des éléments de décor de jardins sur des modèles antiques, imprimés dans les catalogues de la fonderie Ducel qui a poursuivi son développement après la mort de Paulin Viry sous la direction de son associé. Élisabeth Hardouin Fugier cite l'œuvre de Paul Alphonse Viry parmi les peintres animaliers français du XIXe siècle. Chiens de chasse, chiens d'accompagnement, hérons, cygnes, perroquets, colombes, faucons... autant d'animaux incontournables dans les scènes de genre. Mais le peintre a vraisemblablement fréquenté, comme tout étudiant des Beaux-Arts, les galeries du Louvre, lieu d’apprentissage par excellence dans la copie des grands maîtres et des antiques. Le plus remarquable dans l’œuvre de Paul Viry repose sur la peinture animalière qui met en scène des chiens, notamment de chasse, des oiseaux, flamant, héron, cygne, perroquet, colombe, faucon... Les faucons sont particulièrement bien documentés comme en témoignent les tableaux de chasse. La précision est particulièrement poussée dans un grand nombre de natures mortes au sein même des tableaux dans de savantes présentations d’instruments de musique, de gibier, de verreries et de divers bibelots. Chaque instrument de musique, arme, objet ou meuble est documenté à partir de photographies de pièces de musée ou d’ouvrages d’arts décoratifs.
Si les scènes représentées par Paul Alphonse Viry peuvent apparaître particulièrement mièvres aujourd'hui, ses tableaux méritent l'attention qui peut apprécier la précision du détail, comme le fait le chroniqueur américain de "Apollo : the Magazine of the Arts for Connoisseurs and Collectors: « Dans la même galerie était une image typique du genre romantique par un de ses plus grands exposants, Paul Viry, « La proposition », que nous reproduisons ici. Aussi franchement artificielle et romantique que la comédie artificielle dont nous jouissons tous dans une pièce de théâtre, l'image crée un monde à part. Sa prétention réside dans la perfection absolue dont chaque détail est observé et peint. Les briques de la maison à travers l'écran de feuilles, les dessins en relief de la robe de la dame, les fleurs dans le panier, l'éclat du manteau de velours du cavalier : tout est donné dans une distinction préraphaélite, toute la scène est tissée dans une harmonie de couleurs, l'omniprésence de l'or doux, le travail de la pierre de la maison et le crème de la robe donnant l'unité et la synthèse. La qualité formelle de ce travail n'est peut-être pas typique. »
Chaque détail des scènes est particulièrement soigné, les tissus lourds et chatoyants, la vaisselle de luxe, le mobilier. C'est ce que dit l'auteur de la notice du tableau "The engagement ring" dans le catalogue de la vente du 27-28 février 1899 à New-York : "Cette conception très délicate fait penser au petit objectif d'un kodak, où la nature est mise en miniature avec une exactitude du trait.".
À cette époque, le développement de la photographie a permis de mettre dans les mains des artistes des photographies d’œuvres picturales, de sculptures, d’architecture. Les archives de Paul-Alphonse Viry révèlent la présence d'une grande quantité de photographies qui ont servi à constituer le fonds documentaire de son travail. L’artiste a lui-même photographié des éléments de ses œuvres : son modèle féminin, un jardin, ses chiens. Dans les archives de l’artiste on retrouve aussi les plaques photographiques que le peintre réalisait une fois son tableau terminé.

### Un fidèle exposant du salon des Beaux-Arts

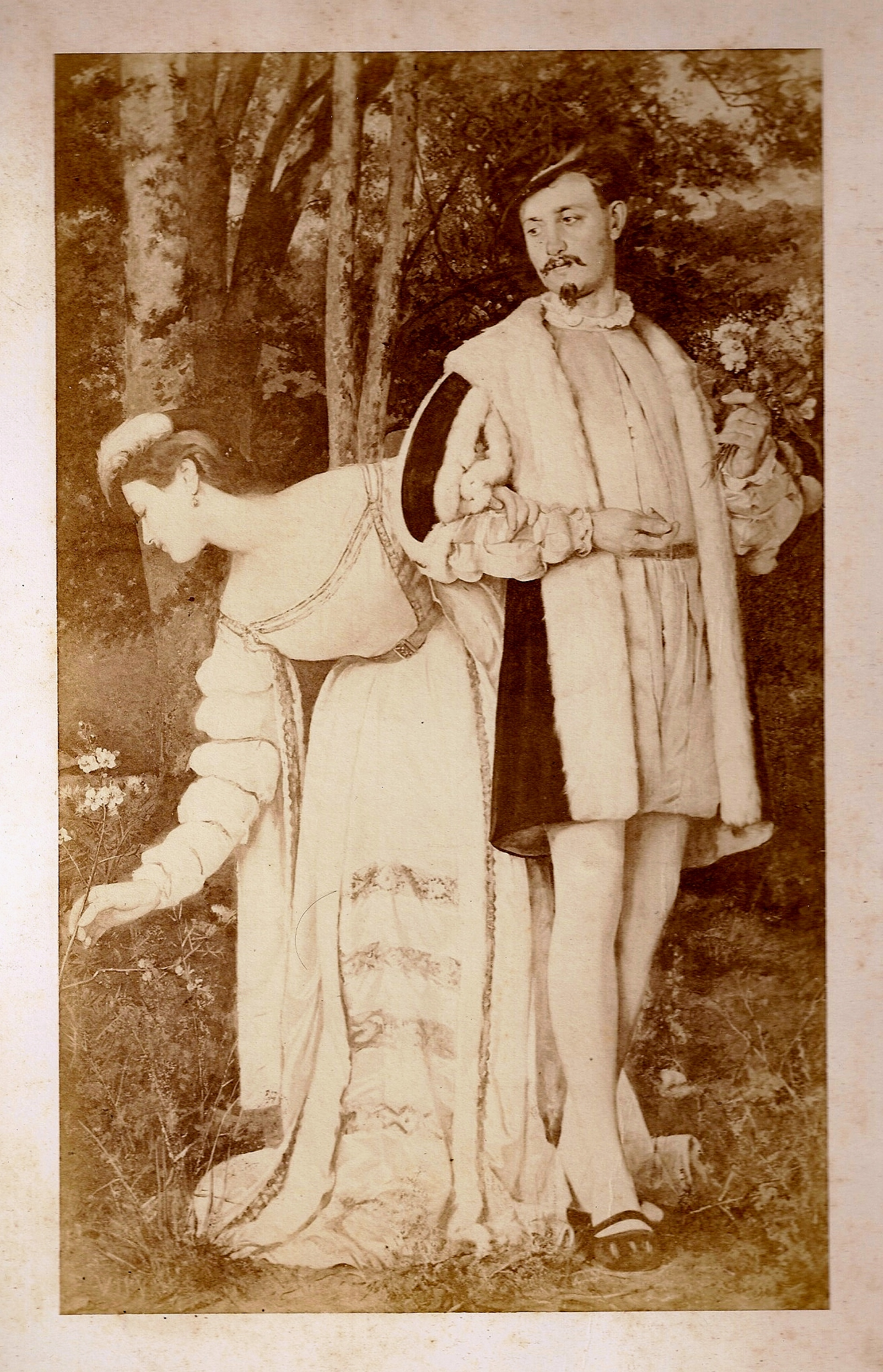
Dans les bois, 1864 (Photographie d'époque par Bingham, archives de l'artiste)

Paul-Alphonse Viry expose au Salon des Beaux-Arts presque sans discontinuer de 1861 à 1891. La base Salons accessible depuis le site du Musée d'Orsay fournit des renseignements précieux sur la participation de Paul Viry aux différents salons. Avec Dans les bois en 1864, il est remarqué au Salon, notamment par W. Burger (pseudonyme d'Étienne Joseph, Théophile Thoré) "M. Viry doit avoir vu quelque peinture des préraphaélites anglais", ainsi que par Louis Auvray, cité ci-après. Cette toile est achetée par la Princesse Mathilde, cousine de Napoléon III. Voici ce qu’en dit Louis Auvray dans Exposition des Beaux-Arts, Salon de 1864 : 

« Son Altesse a acheté à M. Viry un tableau d'un tout autre caractère, mais d'une grande distinction ; il est intitulé : Dans les bois, et représente un jeune homme et une jeune femme du temps de François 1er et habillés tous deux de satin blanc. La jeune femme, sans quitter le bras de son cavalier, se penche pour cueillir, sur le bord du chemin, des fleurettes dont le jeune homme porte déjà un bouquet destiné à devenir très gros pour peu que la promenade se prolonge encore. On le voit, la scène est calme et simple. Les poses sont naturelles, le mouvement de la jeune femme est plein de grâce, la tête, vue de profil, montre des traits élégants. La couleur de cette toile n'est peut être pas très vraie, mais elle est d'une gamme si harmonieuse, si agréable, qu'on ne se sent pas le courage d'en faire un reproche à M. Viry »

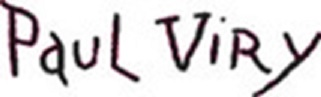
Signature habituelle de Paul Viry

Le succès de Paul-Alphonse Viry s’apprécie à sa présence dans le Catalogue général des reproductions inaltérables au charbon d' Adolphe Braun (1812-1877). La Maison Braun diffusait des photographies d’œuvres anciennes et contemporaines à une époque où la communication photographique de masse est à ses balbutiements. Plusieurs œuvres de Paul Alphonse Viry sont reproduites par Adolphe Braun dans les années 1880-1890 et vendues 6 francs. Il s'agit de tableaux présentés aux Salons des Beaux-Arts : "Petits canards"(1881), "La lettre du fiancé" (1881), "Aveux discrets"(1883).
Cependant la peinture de genre est très critiquée après 1870 car elle dénote une dérive bourgeoise, entendez "petit bourgeoise" de l'art. Pour Joséphin Péladan, cité par P. Busuttil,ce style de peinture s’adresse plutôt à un public bourgeois, notamment de la bourgeoisie de province. "Le genre ? Lequel? Le genre bourgeois? (…) Si les peintres de genre se figurent descendre de Metzu, Mieris, Terburg, Pieter de Hoogh, Slingelandt, Nestcher, Dow, ils se font une illusion que je ne leur laisserai pas. (…) à parler net, le genre, ce n’est pas de l’archéologie, c’est du bric-à-brac, et M. Meissonnier, quel que soit son mérite, est un peintre bourgeois, parce que c’est un peintre sans envergure, et que la foule comprend tout de suite". Puis il poursuit à propos de Viry : "À graver, Les Aveux discrets de M. Viry, pour les salons de Nîmes ou de Tarascon"

### Une traduction dans la sculpture sur bois

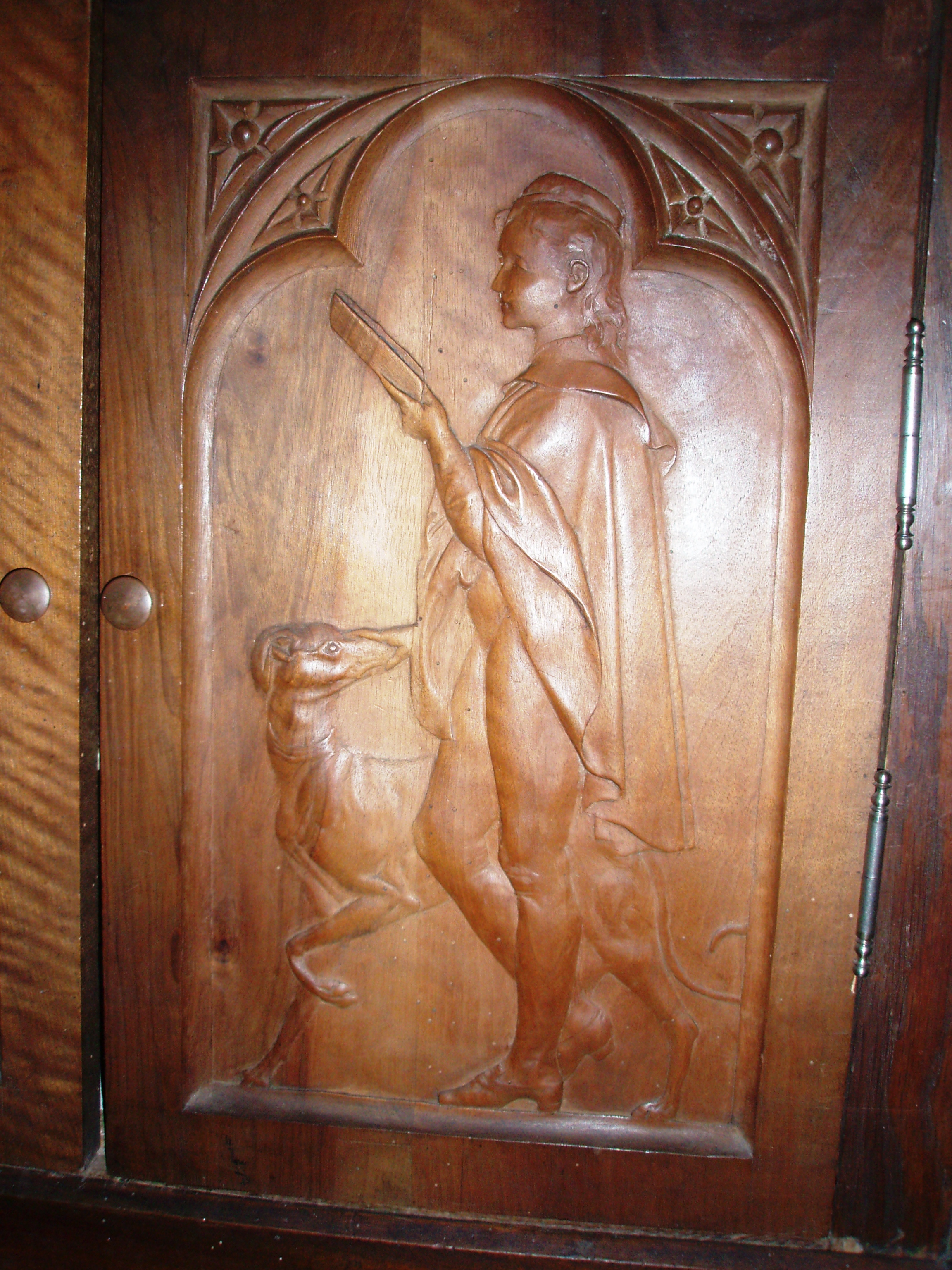
Un page et son lévrier, (panneau sculpté collection privée)

Une partie de l’inspiration de Paul-Alphonse Viry a été fixée sur des panneaux de bois sculptés comme "Un page et son lévrier", conservés par les descendants de l'artiste. Il s’agit principalement de l’inspiration « troubadour » représentant, cavaliers, pages, dames élégantes, ou arabesques. Il n’est pas certain que ce type de travail ait été réalisé pour des commandes autres que familiales. Toutefois, il est notable, par cette constance de l’artiste à représenter un monde romanesque idéalisé. Le site web sur Paul Alphonse Viry présente les panneaux sculptés qui se trouvaient dans les archives du peintre. Accéder à la présentation.

### Le succès américain

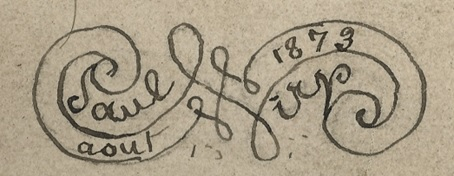
Signature de Paul Viry au bas d'une photographie (archives de l'artiste)

En se conformant à un type de peinture de genre, Paul Viry semble répondre à une demande de la clientèle bourgeoise française, mais aussi à celle d’une classe sociale  américaine aisée, qui après la Guerre de Sécession aux États-Unis constitue des collections de tableaux européens et majoritairement français. Le marché de l’art est international, les réseaux de marchands se sont constitués de part et d’autre de l’Atlantique et les artistes français entendent bien profiter de cette forte demande américaine en peinture de genre et anecdotique si facile à comprendre et parfois d’un si bon placement. Paul Viry, semble être l’archétype de cet artiste dont le travail convient à un monde en pleine évolution sur le plan des goûts et des moyens financiers en France, mais aussi un monde qui a transformé le marché de l’art en lui donnant une envergure internationale. Il semble que Paul-Alphonse Viry ait eu un certain succès aux États-Unis, où ses œuvres sont exposées et reçoivent un accueil très positif. Il faut très certainement voir dans ce succès auprès du public anglo-saxon, anglais et américain, le lien étroit entre Paul Viry et le marchand américain George A. Lucas. En effet ce marchand d’art, installé à Paris depuis 1857 a été tout au long de la deuxième moitié du XIXe siècle jusqu’au début du XXe siècle, l’agent en Europe de grands collectionneurs américains. Samuel Putnam Avery a été particulièrement en lien avec lui, mais aussi John Taylor Johnston, Cyrus Lawrence, William Henry Vanderbilt et Henry Field. Paul Viry a été en contact très étroit avec George Lucas comme en témoigne l’apparition de son nom une quarantaine de fois dans l’agenda du marchand entre mars 1872 et février 1885. Dans "The diaries of Samuel P. Avery", le nom de Viry est cité sept fois entre 1873 et 1880.

Le travail de Paul Viry est remarqué par le public américain lors des expositions des Beaux-Arts organisées sur la côte Est des États-Unis. Ainsi lors de l’exposition du tableau "The doves"  (les Colombes) à la Brooklyn Art Association en 1876, Les notes Aldine indiquent que la peinture de Viry « est fantaisiste et joliment exprimée. Une grande jeune fille pâle, vêtue de riche satin couleur colombe, caresse sa colombe dans une grande porte, construite dans une douce pierre grise, soigneusement sculptée. Un lévrier se tient à ses côtés. Il n'y a pas d'autres couleurs pour atténuer la prédominance de la délicate couleur cendre, mais le riche vert de deux petites vignes installées dans de magnifiques boîtes vertes, un faisan magnifiquement coloré sur le seuil et le morne rouge et brun d'une ligne de briques qui apparaît juste au-dessus du portail. L'effet est semblable à celui de l’argent frotté et le dessin est un jeu d'esprit (en français dans le texte)… La finition est tout simplement merveilleuse. » Le quotidien "Brooklyn Eagle", dresse une courte notice sur Paul Viry en novembre 1875 : « Paul Viry est un jeune artiste français, contemporain de M. Bridgman. Son nom est représenté par une peinture intitulée "Les colombes ", est particulièrement notable, tout à fait représentative de l’école française moderne. (...) Les amateurs des travaux de Fortuny et autre peintre de cette classe peuvent ricaner de la beauté ou de la joliesse du travail de Viry, mais nous pensons que la popularité de ce dernier sera la plus durable des deux. Il n’y a pas de peinture dans la collection, sauf si nous acceptons celle de M. Bridgman, lequel montre une grande concentration de sujets et d’intérêt que celle-ci. Ce tableau provient de la collection de S.P. Avery. » On apprécie particulièrement ces représentations de chien, comme en témoigne un article du New York Times d’octobre 1879, décrivant le tableau The Letter and the Locket, La Lettre et le Médaillon » exécuté en 1878 :

« Near by is a Paul Viry with one of the mauved-colored hawks which he so much affects, and that preference for cool grays and browns peculiar to this style. A lady sits among elaborate demieval surroundings and plays with her hawk. The painting is firm, and delicate closely to the verge of unreality, but possesses a crispness and cleanliness that has its own attraction. She has her lute and music-stand near her, and on the floor lies a magnificent Newfoundland dog. Is this not an anachronism in to which Paul Viry has slipped, or is the dog not really Newfoundland, but of some large, shaggyvariety - say the St. Bernard with a cross – wich approaches the Newfoundland type! The lady is not especially historical either; she is quite as modern as the dog. »

Les marchands d’art américains Avery et Lucas visitent fréquemment les ateliers parisiens dont celui de Paul-Alphonse Viry. Warren E. Burgess (1833-1917) chef d’entreprise et collectionneur d'art de Philadelphie, très intéressé par les œuvres des peintres français de l’école de Barbizon et des naturalistes, a acquis plusieurs toiles de Paul-Alphonse Viry.
Dans une exposition à la Pennsylvania Academy of Fine Arts en 1899, Burgess a inclus un tableau intitulé en anglais Arranging Flowers. Ce tableau représente un couple à contre-jour, dans un intérieur renaissance, confectionnant un bouquet de fleurs sous l’œil attentif d’un chien de chasse. The Falconer, Le Fauconnier, 1878, est un tableau particulièrement apprécié des critiques américains. Dans Cavaliers and cardinals in XIXe french anecdotal paintings, Eric Zafran, cite le catalogue de la vente de 1889 pour ce tableau : « Il est impossible de décrire l'élaboration microscopique de chaque partie de cette peinture. Il nous rappelle un peu le travail de Bargue. Avec cela, l'ensemble est bon et la couleur est très agréable dans ses teintes tranquilles." Ce travail est remarquable pour la richesse de sa combinaison de textures délicates, la douceur des plumes du gibier d’oiseaux et le velours du vêtement étant le plus notable ».
Plusieurs tableaux de Viry passent encore dans des ventes américaines à la fin du XXe siècle et au début du XXIe siècle.

### Des thèmes moins connus

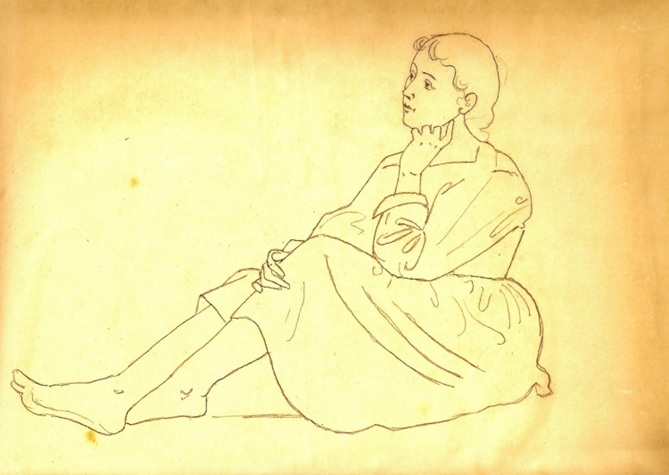
Une bergère (Esquisse sur calque, archives de l'artiste)

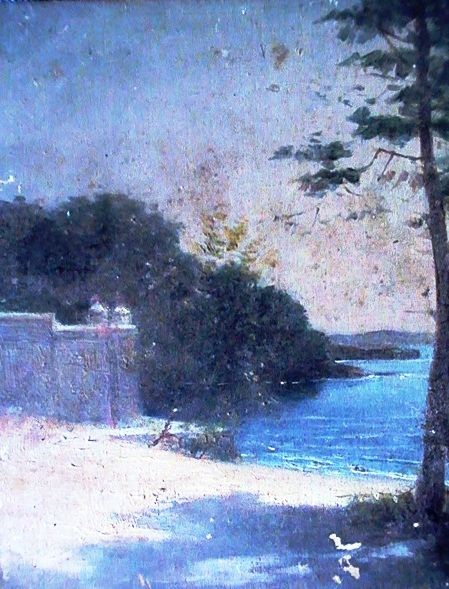
Bord de mer (collection privée)

Paul-Alphonse Viry a produit aussi des peintures de paysages, mais il reste assez peu de traces de ces œuvres. Sont connus des paysages ou des scènes rurales. Ainsi Les Meules (1896), aquarelle qui a fait l’objet d’une vente aux enchères en décembre 2008 à Cherbourg ou Les lavandières, 1874, tableau de grande taille sont des œuvres vraisemblablement inspirées de ses visites dans la Creuse à Boussac, où résidait sa sœur Adèle Viry épouse du Dr Remy, médecin de la petite sous-préfecture de la Creuse. 
On a peu d’exemple de peinture de paysages dans les catalogues d’exposition. Toutefois, les salles de ventes signalent un « Jardin de Paris sous la neige » (huile sur toile non datée, vendue en novembre 1990 au Touquet-Paris-Plage) et les archives familiales conservent des esquisses de scènes champêtres ou des ébauches de tableaux de paysages de bords de mer. Ces dernières années des peintures de paysages urbains de jardins parisiens ont été proposées à la vente en France. On retiendra deux tableaux : « La boutique de la marchande au Jardin du Luxembourg » non daté. Ce tableau apparaît pour la première fois en novembre 2021 pour une vente prévue le 2 décembre 2021. Il est mis en vente par la maison Yellow Peacock Paris. Ainsi que « Le jardin des Tuileries » daté de 1863. Ce tableau est passé dans une vente à Toulouse le 8 décembre 2015 à la Maison Primardéco, 14 rue du Rempart Saint-Etienne. Puis, ce même tableau réapparaît sur le site ebay en avril 2022 en vente au prix de 1 199 euros. Il est simultanément en vente à la Galerie Azmentis au 13 rue Pierre de Fermat Toulouse. Au dos de l’encadrement du tableau « Le jardin des Tuileries » une étiquette nous apprend que le tableau a concouru pour un salon, vraisemblablement pour le Salon annuel des Beaux-Arts, puisqu’il est considéré comme admissible dans le genre paysage, sous le titre « Dans les Tuileries ». Toutefois, malgré ces quelques exemples on ne dispose pas d’œuvres nous permettant d’en faire un vrai peintre de paysages.

## Œuvres

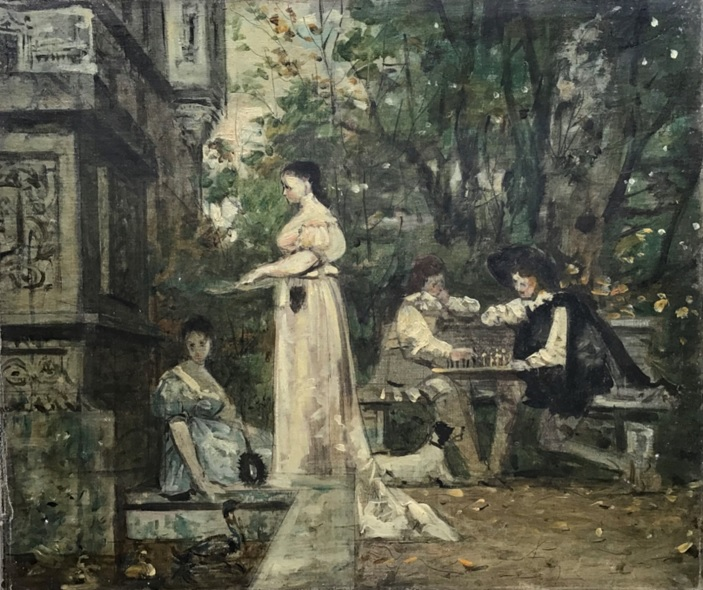
Jeu d’échecs, huile sur toile,, esquisse (archives de l'artiste)

Le catalogue raisonné de l'œuvre de Paul Viry est accessible en ligne sur le site web consacré à l'artiste.